# جيسيكا يو
جيسيكا يو (بالإنجليزية: Jessica Yu)‏ هي كاتبة سيناريو ومخرجة أمريكية، ولدت في 14 فبراير 1966 في نيويورك في الولايات المتحدة.

## وصلات خارجية
- جيسيكا يو على موقع IMDb (الإنجليزية)
- جيسيكا يو على موقع ألو سيني (الفرنسية)
- جيسيكا يو على موقع أول موفي (الإنجليزية)
- جيسيكا يو على موقع قاعدة بيانات الفيلم (الإنجليزية)
- جيسيكا يو على موقع كينوبويسك (الروسية)